# Đình Phú Cang
Đình Phú Cang nằm trên địa phận xã Vạn Phú, huyện Vạn Ninh, tỉnh Khánh Hòa. Đình toạ lạc trong một khuôn viên rộng, thoáng, có diện tích 1.700m², và bài trí nội thất theo kiểu thường thấy ở các đình quê.
Quá trình hình thành ngôi đình gắn với thời kỳ đầu người Việt khai khẩn, lập làng vào thế kỷ 17-18. Ngôi đình chính dài 8m, rộng 9m gồm 3 gian, kết cấu theo kiểu tứ trụ với 16 cột gỗ, phân bố 4 hàng, vị trí đều nhau. Đình có bàn thờ thần, bàn thờ bà Thiên Y A Na và bài vị phó tướng Trần Đường - người tập hợp nhân dân theo lời hiệu triệu của vua Hàm Nghi đánh Pháp trên địa phận tỉnh Khánh Hòa. Mặt trước đình, phần trên cửa có chạm khắc nổi hình linh vật và nhiều hoa văn tinh xảo, trên cửa chính gắn tấm đại tự lớn bằng gỗ chạm 3 chữ: "Phú Cang Đình". Đình được tặng nhiều sắc phong, tặng vật quý trong đó có sắc phong Thượng Đẳng Thần ghi nhớ công đức của vị Thành Hoàng; một quả chuông cổ và một chiếc trống lệnh.